# 2006 (album Cool Kids of Death)
2006 – trzeci album studyjny Cool Kids of Death, wydany w 2006 roku. Album promowały teledyski do utworów "Spaliny" i "Hej chłopcze".

## Spis utworów
1. "Skandal" – 2:22
2. "Spaliny" – 3:04
3. "To nie zdarza się nam" – 3:19
4. "Jedz sól" – 2:22
5. "Disko dla wrażliwej młodzieży" – 2:09
6. "Megapixel" – 2:48
7. "100 lat" – 1:47
8. "Hej chłopcze" – 2:41
9. "Kulą w płot" – 2:54
10. "Error" – 3:01
11. "Człowiek mucha" – 4:49
12. "A może tak" – 5:01
13. "Niebieskie światło" – 3:10

## Autorzy
- Jakub Wandachowicz – gitara basowa
- Krzysztof Ostrowski – wokal
- Marcin Kowalski – gitara
- Jacek Frąś – perkusja
- Kamil Łazikowski – instrumenty klawiszowe, programowanie
- Wojciech Michalec – gitara